# Fanfare pour un sacre païen
Pour les articles homonymes, voir fanfare (homonymie).
Fanfare pour un sacre païen est une fanfare pour ensemble de cuivres et percussions d'Albert Roussel composée en 1921.

## Présentation
La Fanfare pour un sacre païen de Roussel, datée de Varengeville le 22 octobre 1921, est une commande de Leigh Henry pour la revue musicale britannique Fanfare. 
L’œuvre, qui figure dans le cinquième numéro de la revue, paru en décembre 1921, est initialement instrumentée pour quatre trompettes et trois timbales. La partition est ensuite révisée, dans une nouvelle instrumentation pour quatre trompettes, quatre cors, trois trombones et trois timbales.
La pièce est créée lors du festival Roussel organisé à l'Opéra de Paris le 25 avril 1929, par des membres de l'Orchestre Lamoureux dirigés par Albert Wolff.
Dans le catalogue des œuvres du compositeur établi par la musicologue Nicole Labelle, le morceau porte le numéro L 28.
La durée moyenne d'exécution de la Fanfare pour un sacre païen est d'une minute environ.

## Discographie
- Albert Roussel Edition, CD 5, Ensemble de cuivres de Paris, Jean-François Paillard (dir.), Erato 0190295489168, 2019[5].
- Albert Roussel, avec le Psaume LXXX, Le Bardit des Francs et Aeneas, Orchestre philharmonique du Luxembourg, Bramwell Tovey (dir.), Timpani 1C1082[6], 2004.